# Sebastiano Catania
Sebastiano Catania (Catania, 11 gennaio 1853 – Catania, 1946) è stato un matematico italiano.

## Biografia
Nel 1884 ha ottenuto la libera docenza in Geometria descrittiva.
Nel 1888 ha cominciato a insegnare Matematica all'Istituto Nautico di Catania dedicandosi a problemi di Didattica della Matematica. Collaborò al Periodico di Matematica ed al Pitagora.
Si è impegnato in un'opera di trasposizione dell'organizzazione ipotetico-deduttiva delle proposizioni matematiche.
È stato autore di diversi testi scolastici per licei ed istituti tecnici.

## Pubblicazioni
- Trattato di aritmetica razionale, 2ª ed., Catania, N.Giannotta, 1908
- Elementi di aritmetica ed algebra, per le scuole secondarie, inferiori, Catania, N.Giannotta, 1908
- Trattato di aritmetica ed algebra, ad uso degli Istituti tecnici, 3a ed, Catania, N.Giannotta, 1910
- Sul concetto di funzione monodroma e su quelli che da essa derivano, Roma, Tip. R.Accademia Dei Lincei, 1913
- Grandezze e numeri, Catania, N.Giannotta, 1915
- Sulle condizioni che caratterizzano una classe di grandezze, Torino, Tip. V.Bona, 1916